# Chiesa del Sepolcreto (Gravina in Puglia)
La chiesa del Sepolcreto o di Santa Maria degli Angeli è una chiesa rupestre situata presso la parte scoscesa della gravina di Gravina in Puglia.

## Descrizione
La chiesa ha tre navate separate da tre pilastri terminanti in tre absidi. Il presbiterio è sopraelevato e delimitato da delle iconostasi e ha al centro il plinto dell'altare. L'abside centrale conserva tracce ancora visibili di un affresco raffigurante il Cristo Pantocratore benedicente mentre l'abside destra custodisce tre croci greche.
Viene definita chiesa del Sepolcreto a causa delle diverse tombe presenti.